# Danmarks runeindskrifter 91
DR 91 är en vikingatida ( kristen efter-Jelling) runsten av granit i Grensten, Grensten socken och Randers kommun.

## Inskriften
Translitterering av runraden:
÷ tuki ÷ smiþr ÷ risþ × ¶ ÷ stin ÷ þisi ÷ aiftiʀ ÷ ¶ ÷ ʀifla ÷ sun ÷ askis ÷ bianaʀ ¶ ÷ sunaʀ ÷ kuþ ÷ hiab ÷ þaʀa ÷ salu ÷
Normalisering till rundanska:
Toki Smiþr resþi sten þæssi æftiʀ ʀifla, sun Æsgis Biarnaʀ sonaʀ. Guþ hialpi þera sælu.
Översättning till nusvenska:
Toke Smed reste denna sten efter Revle, son av Esge Björns son. Gud hjälpe deras själ.
Toke Smed är frigiven träl, som frigavs av Troels Gudmunds son (DR 58). Esge Björns son finns nämnd på DR 314 och ”Esger Bj... ” på DR 65. Alltså Esge är son till Björn, och Revle, Torgisl (Torgel eller Troels), Olof och Ottar är alla Esges söner och Björns sonsöner.